# Иван Тимчев
Иван Атанасов Тимчев е български емигрантски деец, активист на Българското национално движение.

## Биография
Роден е на 22 март 1909 година във валовищкото село Горни Порой, тогава в Османската империя. От 1939 година работи в тютюневи фирми. В 1942 година е изпратен на специализация в Германия във фирмите „Бергман“ и „Реестма“.
След края на Втората световна война Тимчев не се завръща в България и се установява в Дрезден, където се жени за германка. В 1953 година успява да избяга в Западен Берлин, където става активист на Българското национално движение и влиза в Контролната комисия на организацията.